# Frederiksberg
Frederiksberg és un municipi formalment independent, Municipi de Frederiksberg, dins la Regió de la Capital de Dinamarca, però típicament se'l considera part de Copenhaguen. Ocupa una superfície de menys de 9 km² i té una població de 103.192 habitants (2015).
Frederiksberg és un enclavament envoltat pel municipi de Copenhaguen i no existeix un límit clar entre els dos municipis.De vegades es considera que Frederiksberg és un barri de la veïna Copenhagen.
Algunes de les institucions de Copenhaguen estan realment a Frederiksberg. Per exemple, el Zoo de Copenhaguen i diverses estacions del metro de Copenhaguen (les estacions de Forum, Frederiksberg, Fasanvej, Lindevang, i Flintholm) estan situades a Frederiksberg.

## Història

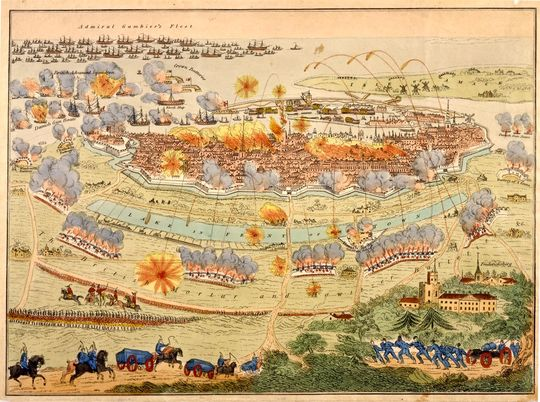
Batalla de Copenhaguen (1807) amb el Palau de Frederiksberg

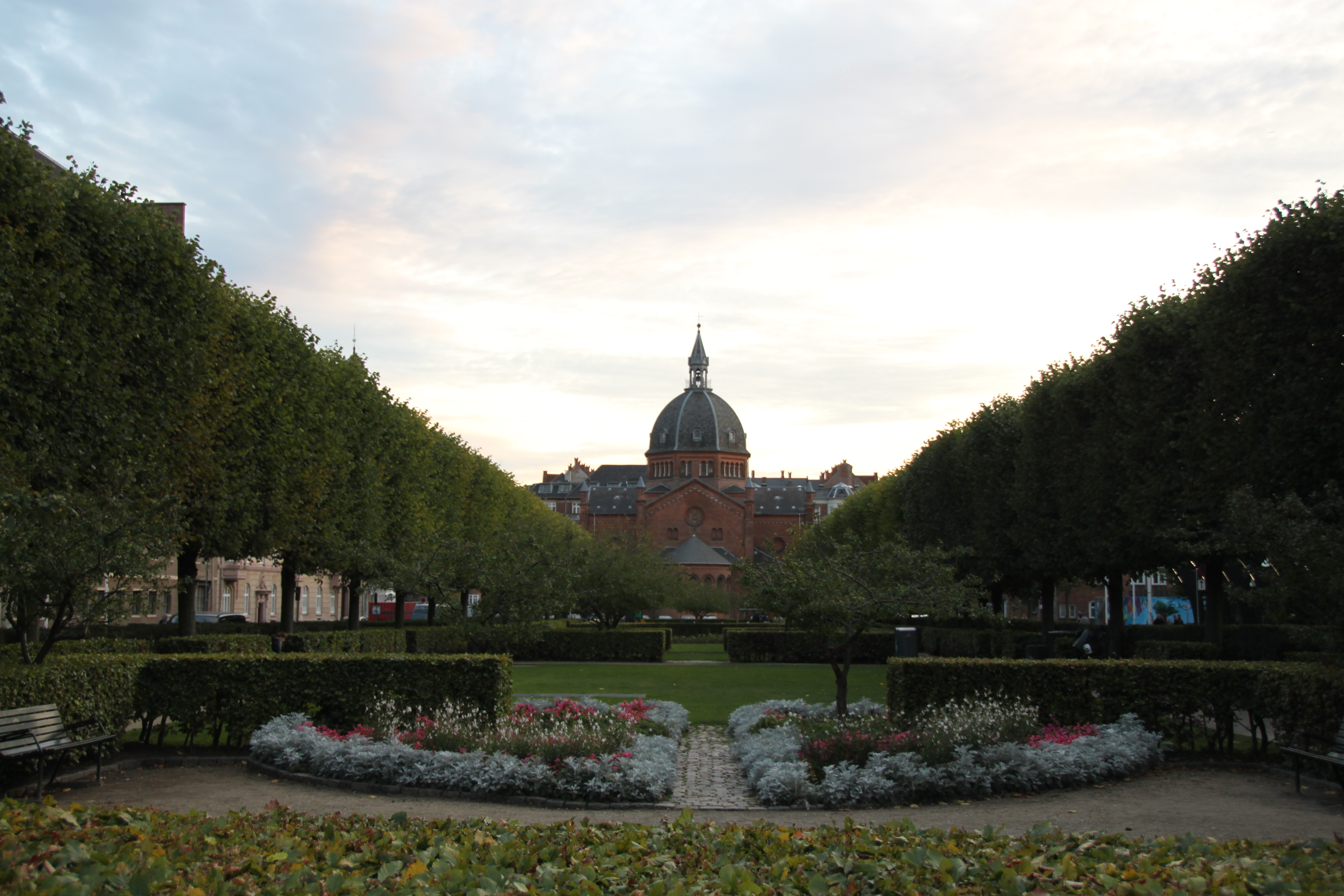
Plaça Julius Thomsens

El nom originari de Frederiksberg era Tulehøj (= turó de Thyle-), A Beowulf, Unferth té el mateix nom. Al Håvamål, el mateix Odin es refereix a ell mateix com "l'antic thul". Thula es tradueix com "cançó", com en el poema de Rigsthula de l'Edda. Cap a 1443 Tulehøj s'escrivia com Tulleshøy. Estava habitat des de l'edat del bronze.
La història de Frederiksberg s'inicia el 2 de juny de 1651 quan Frederic III de Dinamarca va donar a 20 camperols dano-neerlandesos el dret d'assentar-se a Allégade i a fundar "Ny Amager" (= Nou Amager) o "Ny Hollænderby" (= Nova-ciutat.Holandesa). El 1697 ran part de la ciutat es va cremar i amb Christian V va revertir a la corona.
El 1700-1703, Frederic IV de Dinamarca hi construí un palau al turó Valby Bakke que anomená Frederichs Berg, i reconstruí la ciutat al peu del turó que passà a dir-se Frederiksberg.
El 1771 tenia 1.000 habitants que passaren a ser 80.000 el 1900

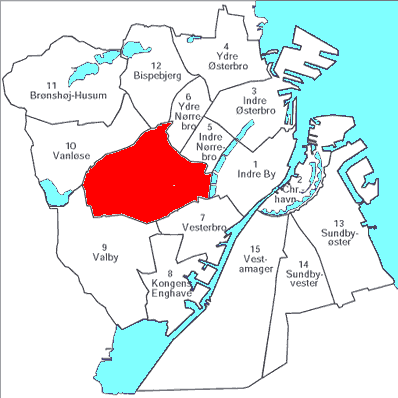
Situació de Fredericksberg dins la zona de Copenhaguen

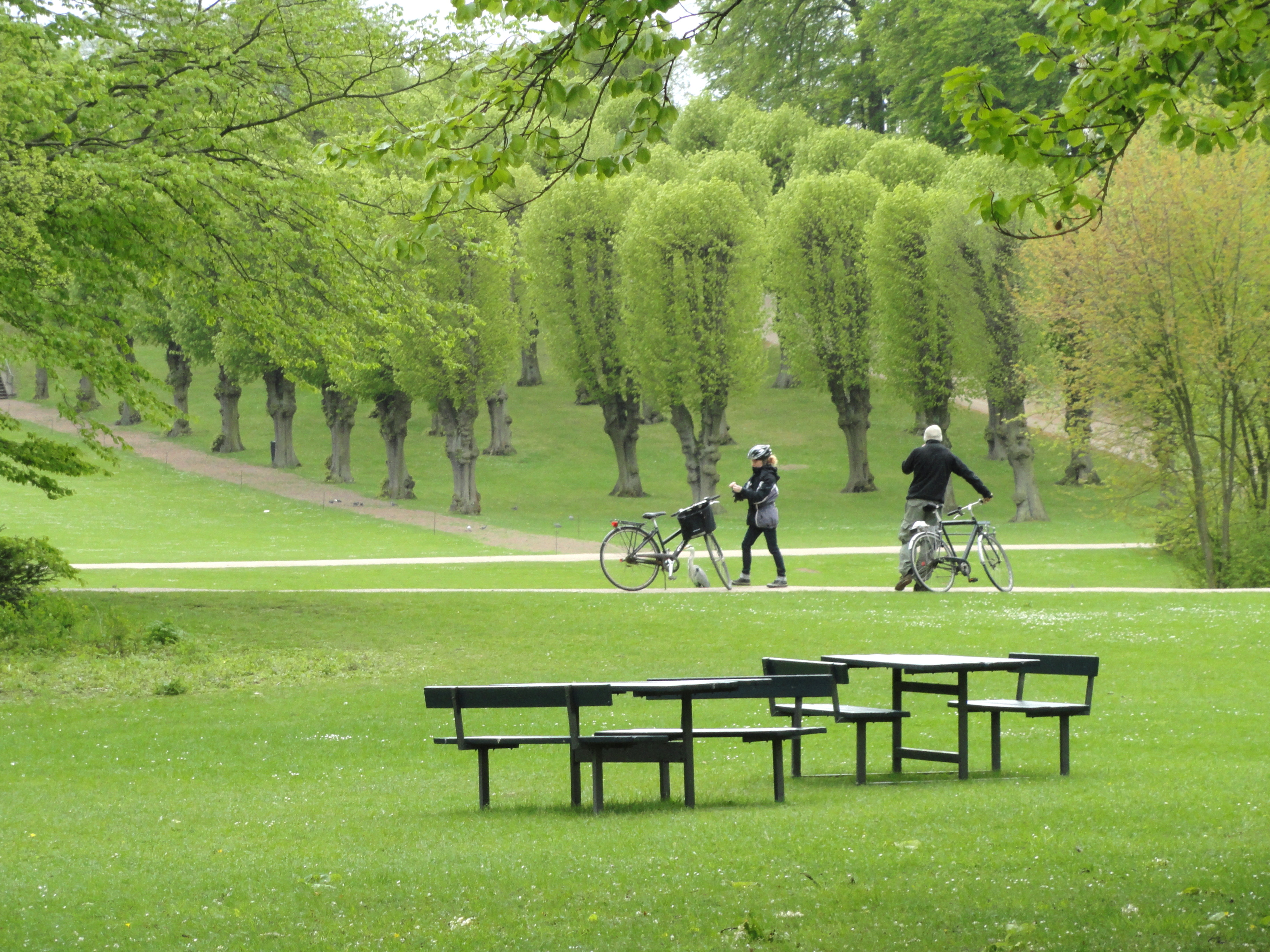
Frederiksberg Have

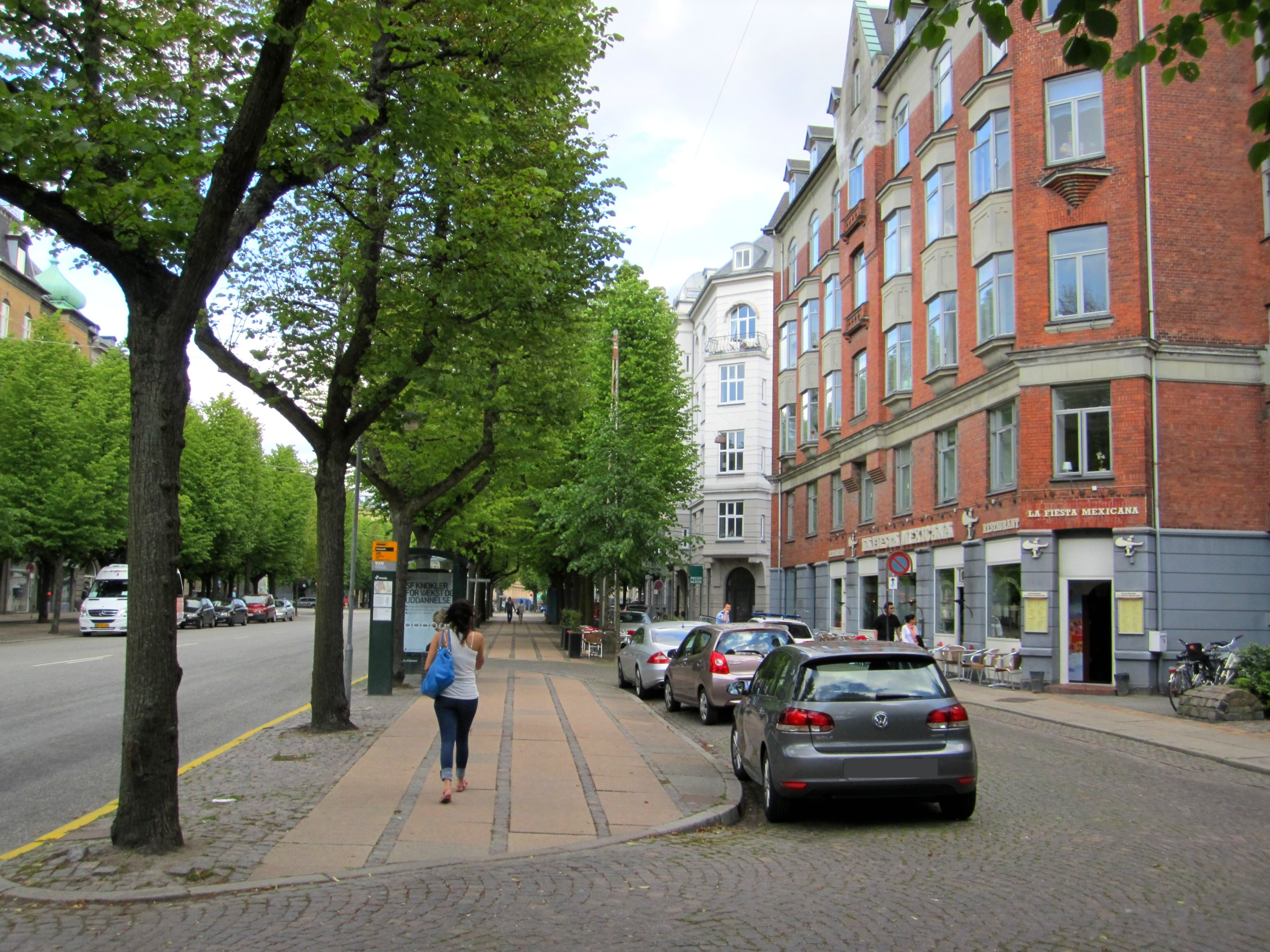
Frederiksberg Allé